# Ölpapier

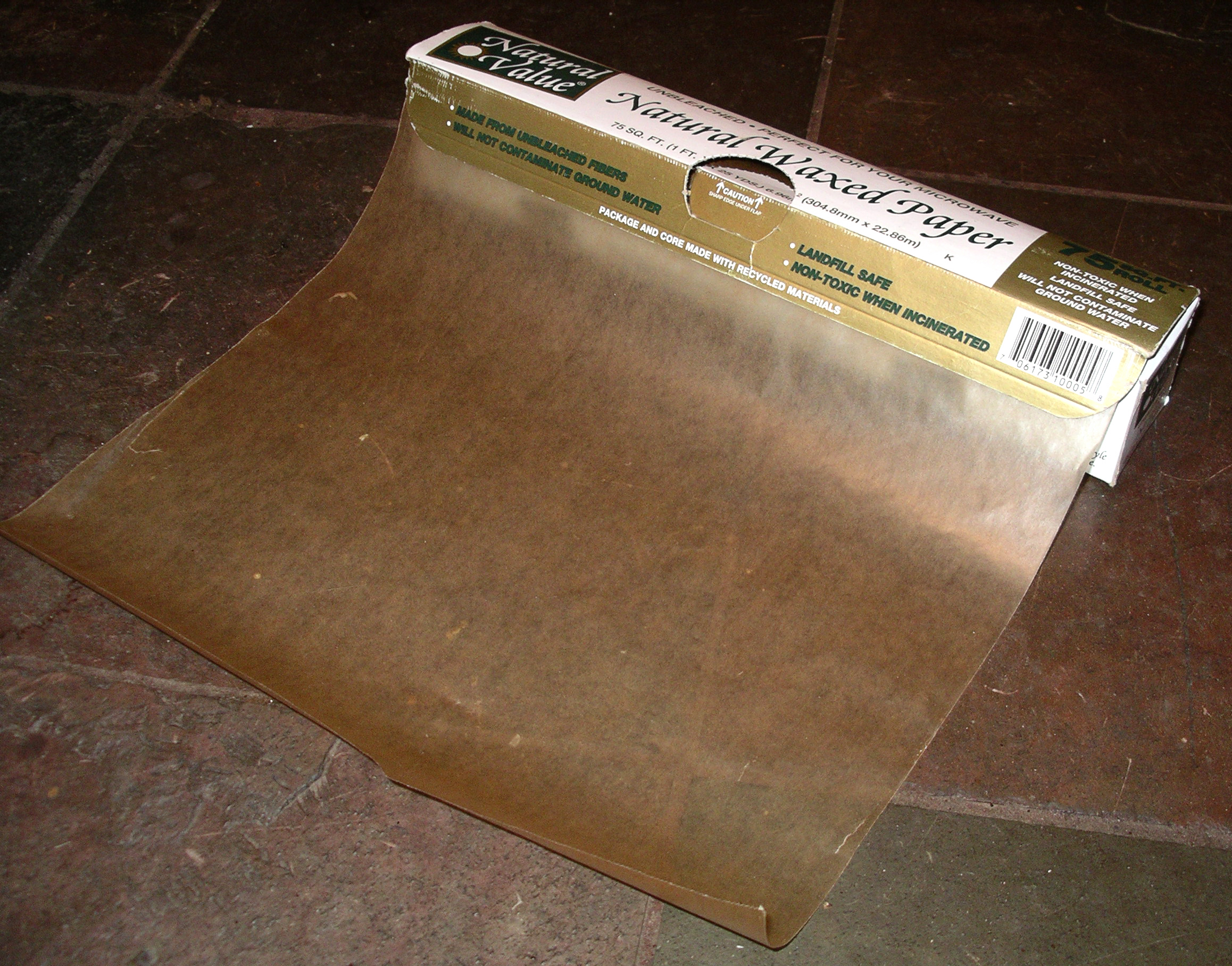
Wachspapier für den Haushalt

Als Ölpapier oder Wachspapier bezeichnet man ein meist holzfreies Papier, das mit weißem Wachs, Paraffin oder Ceresin getränkt wurde. Im 19. Jahrhundert wurde auch Schweineschmalz oder Öl zur Herstellung verwendet.
Dem Wachspapier ähnelnde Papiere werden im Haushalt als Butterbrotpapier und Backpapier eingesetzt.
Ölgetränktes Papier wurde früher häufig benutzt, um Waren aus rohem Eisen oder Stahl (wie gegossene Werkstücke, Werkzeuge oder Schrauben) zu verpacken und vor Flugrost zu schützen. Heute werden beim Verpacken von unbehandelten Metallen häufig Korrosionsschutzpapiere oder -folien beigelegt, die ausgasende Korrosions-Inhibitoren enthalten.

## Geschichte
Zur Entwicklung des Wachspapiers gibt es widersprüchliche Angaben. Einige Quellen benennen Thomas Alva Edison als Erfinder des Wachspapiers (paraffin paper zwischen 1872 und 1876), wohingegen andere Quellen behaupten, Gustave Le Gray habe das Wachspapier 1851 erfunden.
In der Literatur lassen sich aber auch Hinweise finden, dass das Wachspapier bereits vor den genannten Daten z. B. in der Pharmazie verwendet wurde, wodurch die Erfinderfrage nicht klar belegt ist.

## Verwendung
Wachspapier ist wasser- und aromadicht. Aufgrund dieser Eigenschaften wird es zum Verpacken von stark riechenden Stoffen genutzt und von solchen, die nicht austrocknen sollen. Im Bereich der Verpackung von Lebensmitteln („Brotpapier“) ist Wachspapier (Butterbrotpapier) weitgehend durch Brotdosen oder Cellophan verdrängt worden. Aufschnitt oder Hamburger werden häufig in Fettpapier verpackt. Spezielles Backpapier ist zudem hitzebeständig.
Wachspapier findet Verwendung bei feuchtigkeitsempfindlichen Stoffen, wie zum Beispiel Metallen. Rasierklingen werden in einseitig beschichtetem Wachspapier verpackt.  Ebenso werden metallische Ersatzteile in der Kfz-Industrie oder im Maschinenbau, die unter Umständen längere Zeit gelagert werden müssen, durch Wachspapier (hier allerdings Ölpapier genannt) vor Feuchtigkeit geschützt.
In der Fotografie wurde das Wachspapier im Februar 1851 durch Gustave Le Gray eingeführt.
Verwendungen im Baubereich:
- als Trennschicht zwischen gegeneinander verschieblichen Materialien (etwa zwischen Bodenbelag und Unterboden)
- als luftdichte Schicht
- als Rieselschutz, etwa unter Sand-, Schlacke- oder Leicht-Schüttungen in Holzbalkendecken
- als Dampfbremse, also um Dampfdiffusion zu begrenzen.

Früher wurden auch wasserfeste Baupapiere und -pappen verwendet, welche durch die Zugabe von Harzen wie Kolophonium (englisch red rosin paper) bessere Festigkeitseigenschaften erreichten.
Eine weitere Alternative war Teerpapier.

Inzwischen werden anstelle von Ölpapier meist Folien mit speziellen Eigenschaften verwendet (z. B. Dampfbremsfolien).
Im 19. Jahrhundert wurde bedrucktes Wachspapier zur Herstellung von Fußbodentapeten zum Auslegen von Räumen verwendet.